# Petroplax caricis
Petroplax caricis is een schietmot uit de familie Sericostomatidae. De soort komt voor in het Afrotropisch gebied.